# Élections générales néo-brunswickoises de 1960
L'élection générale néo-brunswickoise de 1960, aussi appelée la 44e élection générale, a lieu le 27 juin 1960 afin d'élire les membres de la 44e législature de l'Assemblée législative du Nouveau-Brunswick, au Canada.
Le Parti libéral remporte une majorité de 31 sièges tandis que l'opposition officielle est formée par le Parti progressiste-conservateur, avec 21 sièges.